# Kurlson Benjamin
Kurlson Benjamin (né le 7 décembre 1984) est un footballeur dominiquais qui évolue au poste d'attaquant.
Il joue pour le Bath Estate, club du championnat dominiquais de football, dont il est le capitaine.

## Biographie

### Équipe nationale
Benjamin détient le record de meilleur buteur de l'équipe de Dominique avec 14 buts inscrits en 23 sélections,. 
Convoqué en équipe nationale pour la première fois, le 18 janvier 2008, à l'occasion d'un match amical face à la Guadeloupe, il se distingue durant les qualifications pour la coupe caribéenne des nations 2010 en marquant un total de sept buts, dont un quintuplé, le 15 octobre 2010, contre l'équipe des Îles Vierges britanniques.

#### Buts en sélection
| Buts en sélection de Kurlson Benjamin | Buts en sélection de Kurlson Benjamin | Buts en sélection de Kurlson Benjamin                        | Buts en sélection de Kurlson Benjamin | Buts en sélection de Kurlson Benjamin | Buts en sélection de Kurlson Benjamin | Buts en sélection de Kurlson Benjamin |
|                                       | Date                                  | Lieu                                                         | Adversaire                            | Score                                 | Résultat                              | Compétition                           |
| ------------------------------------- | ------------------------------------- | ------------------------------------------------------------ | ------------------------------------- | ------------------------------------- | ------------------------------------- | ------------------------------------- |
| 1.                                    | 5 décembre 2009                       | Windsor Park, Roseau, Dominique                              | Îles Vierges britanniques             | 3-0                                   | 4-0                                   | Amical                                |
| 2.                                    | 25 septembre 2010                     | Barbados National Stadium, Bridgetown (Barbade)              | Barbade                               | 1-0                                   | 2-0                                   | Amical                                |
| 3.                                    | 26 septembre 2010                     | Barbados National Stadium, Bridgetown (Barbade)              | Barbade                               | 1-1                                   | 3-1                                   | Amical                                |
| 4.                                    | 26 septembre 2010                     | Barbados National Stadium, Bridgetown (Barbade)              | Barbade                               | 2-1                                   | 3-1                                   | Amical                                |
| 5.                                    | 26 septembre 2010                     | Barbados National Stadium, Bridgetown (Barbade)              | Barbade                               | 3-1                                   | 3-1                                   | Amical                                |
| 6.                                    | 15 octobre 2010                       | Estadio Panamericano, San Cristóbal (République dominicaine) | Îles Vierges britanniques             | 4-0                                   | 10-0                                  | CAR 2010                              |
| 7.                                    | 15 octobre 2010                       | Estadio Panamericano, San Cristóbal (République dominicaine) | Îles Vierges britanniques             | 6-0                                   | 10-0                                  | CAR 2010                              |
| 8.                                    | 15 octobre 2010                       | Estadio Panamericano, San Cristóbal (République dominicaine) | Îles Vierges britanniques             | 7-0                                   | 10-0                                  | CAR 2010                              |
| 9.                                    | 15 octobre 2010                       | Estadio Panamericano, San Cristóbal (République dominicaine) | Îles Vierges britanniques             | 8-0                                   | 10-0                                  | CAR 2010                              |
| 10.                                   | 15 octobre 2010                       | Estadio Panamericano, San Cristóbal (République dominicaine) | Îles Vierges britanniques             | 9-0                                   | 10-0                                  | CAR 2010                              |
| 11.                                   | 10 novembre 2010                      | Antigua Recreation Ground, St. John's (Antigua-et-Barbuda)   | Cuba                                  | 1-1                                   | 2-4                                   | CAR 2010                              |
| 12.                                   | 10 novembre 2010                      | Antigua Recreation Ground, St. John's (Antigua-et-Barbuda)   | Cuba                                  | 2-4                                   | 2-4                                   | CAR 2010                              |
| 13.                                   | 25 septembre 2012                     | Kensington Oval, Bridgetown (Barbade)                        | Aruba                                 | 2-1                                   | 3-2                                   | CAR 2012                              |
| 14.                                   | 25 septembre 2012                     | Kensington Oval, Bridgetown (Barbade)                        | Aruba                                 | 3-2                                   | 3-2                                   | CAR 2012                              |

NB : Les scores sont affichés sans tenir compte du sens conventionnel en cas de match à l'extérieur (Dominique-Adversaire)

## Palmarès
Avec le Bath Estate:
- Champion de Dominique en 2008, 2009, 2010 et 2013.